# Odontotrypes impressiusculus
Odontotrypes impressiusculus är en skalbaggsart som beskrevs av Leon Fairmaire 1887. Odontotrypes impressiusculus ingår i släktet Odontotrypes och familjen tordyvlar. Inga underarter finns listade i Catalogue of Life.